# Wilfred Hansford Gallienne
Wilfred Hansford Gallienne (* 20. Mai 1897 auf Guernsey; † 17. Juli 1956 ebenda) war ein britischer Diplomat.

## Leben und Tätigkeit
Gallienne war ein Sohn von Peter und Lily Gallienne. Von 1914 bis 1917 nahm er mit der Royal Field Artillery am Ersten Weltkrieg teil. Nach einer schweren Verwundung wurde er 1917 ins Kriegsministerium in London versetzt.
1919 trat Gallienne in den britischen diplomatischen Dienst ein. Er begann seine Laufbahn 1920 als britischer Vizekonsul in Marseille. Nachdem er diese Position zunächst auf Bewährung ausgeübt hatte, wurde er am 22. Juli 1920 fest auf ihr bestallt. Es folgten Verwendungen in Algier (Versetzung am 14. Juni 1922) und Chicago (Versetzung am 10. November 1925).
Am 18. Februar 1929 wurde Gallienne zum britischen Geschäftsträger (Charge d’Affaires) und Konsul in Santo Domingo (Dominikanische Republik) ernannt. Im selben Jahr repräsentierte er die britische Regierung als eigens ernannter Sondergesandter bei der Amtseinführung des Präsidenten des Inselstaates. Es folgten Dienstzeiten als geschäftsführender Konsul in Los Angeles (Versetzung nach dort am 8. Juli 1931) und Detroit (Versetzung nach dort am 10. Dezember 1932). Am 3. Juni 1933 wurde Gallienne zum interimistischen Geschäftsträger und Konsul in Tegucigalpa, Honduras, befördert. Am 9. Oktober 1933 erhielt er in dieser Stellung den Rang eines 2. Sekretärs im diplomatischen Dienst.
Seit dem 9. September 1935 bekleidete Gallienne den Posten des geschäftsführenden britischen Konsuls im Rang eines 1. Sekretärs (Acting Consul with the Rank of 1st Secretary) in Estland. Seine reguläre Bestallung auf diesem Posten erfolgte zum 2. Februar 1936. Zusammen mit dem Repräsentanten Estlands wohnte er im Mai 1937 der Krönung George VI. zum König von Großbritannien bei.
Aufgrund der militärischen Entwicklung dieser Zeit musste Gallienne Estland – nachdem er kurz zuvor, am 7. Juni 1940, noch in den Rang eines Sondergesandten (envoy extraordinary) und bevollmächtigten Ministers (minister plenipotentiary) der britischen Regierung bei der estnischen Regierung in Tallinn befördert worden war – im Herbst 1940 verlassen.
Von den nationalsozialistischen Polizeiorganen wurde Galienne Frühjahr 1940 auf die vom Reichssicherheitshauptamt in Berlin aufgestellte Sonderfahndungsliste G.B. gesetzt, ein Verzeichnis von Personen, die im Falle einer erfolgreichen Invasion und Besetzung der britischen Inseln durch die Wehrmacht von einem den Besatzungstruppen nachfolgenden Sonderkommandos der SS mit besonderer Priorität ausfindig gemacht und verhaftet werden sollten.
Stattdessen wurde Gallienne am 21. Januar 1941 als Konsul des Vereinigten Königreiches nach New York geschickt. Im Januar 1942 wurde er dann auf den Posten des britischen Konsuls in Chicago versetzt, auf dem er mehr als fünf Jahre verblieb. Am 23. September 1942 wurde er zum geschäftsführenden Konsul (Acting Consul-General) ernannt und zum 16. November 1944 offiziell in diesen Rang befördert. Am 14. November 1947 wechselte er als britischer Sonderbevollmächtigter, bevollmächtigter Minister und Generalkonsul (Envoy Extraordinary, Minister Plenipotentiary and Consul General) nach Guatemala, wo er bis zum März 1954 tätig war.
1954 erreichte Gallienne den rangmäßigen Höhepunkt seiner Karriere, als er am 20. Mai 1954 zum Botschafter und Bevollmächtigten der britischen Regierung (Ambassador Extraordinary and Plenipotentiary) in Kuba ernannt wurde. Auf diesem Posten verblieb er bis zu seinem Tod.
Gallienne war seit dem 1. Januar 1931 Commander of the British Empire und seit 1949 Fellow der Royal Society of Arts.

## Familie
Seit 1921 war Gallienne verheiratet mit Rose Estick.